# Камишли
Камишли (арап. القامشلي, курд. Qamişlo) је град на североистоку Сирије, уз границу са Турском. По попису из 2004. године имао је 184.231 становника. Град настањују Курди, Арапи, Асирци и Јермени. 
Током сиријског грађанског рата, град је фактички подељен на делове под контролом оружаних снага сиријске владе и делове под контролом оружаних снага Сиријског Курдистана. Сиријска влада овај град сматра делом покрајине Хасака, док га Курди сматрају делом кантона Џезира. Ово је такође и главни град Сиријског Курдистана, као и главни град кантона Џезира.
| Алеп Дамаск | 1.  | Алеп          | Алеп         | 2.132.100 | Хомс Латакија |
| Алеп Дамаск | 2.  | Дамаск        | Дамаск       | 1.711.000 | Хомс Латакија |
| Алеп Дамаск | 3.  | Хомс          | Хомс         | 652.609   | Хомс Латакија |
| Алеп Дамаск | 4.  | Латакија      | Латакија     | 383.786   | Хомс Латакија |
| Алеп Дамаск | 5.  | Хама          | Хама         | 312.994   | Хомс Латакија |
| Алеп Дамаск | 6.  | Рака          | Рака         | 220.488   | Хомс Латакија |
| Алеп Дамаск | 7.  | Дајр ез Заур  | Дајр ез Заур | 211.857   | Хомс Латакија |
| Алеп Дамаск | 8.  | Хасака        | Хасака       | 188.160   | Хомс Латакија |
| Алеп Дамаск | 9.  | Камишли       | Хасака       | 184.231   | Хомс Латакија |
| Алеп Дамаск | 10. | Сајида Зајнаб | Дамаск       | 136.427   | Хомс Латакија |